# Quantos Possunt ad Satanitatem Trahunt
Quantos Possunt ad Satanitatem Trahunt är det norska black metalbandet Gorgoroths åttonde fullängdsalbum, utgivet 2009 av skivbolaget Regain Records.

## Låtlista
1. "Aneuthanasia" – 2:19
2. "Prayer" – 3:33
3. "Rebirth" – 6:34
4. "Building A Man" – 3:23
5. "New Breed" – 5:29
6. "Cleansing Fire" – 3:13
7. "Human Sacrifice" – 3:46
8. "Satan-Prometheus" – 5:37
9. "Introibo ad Alatare Satanas" – 0:53

- Text: A. Behemot (spår 1, 2, 8), Vile Horg (spår 3–7), Infernus (spår 9)
- Musik: Infernus

## Medverkande
Musiker (Gorgoroth-medlemmar)
- Infernus (Roger Tiegs) – gitarr
- Pest (Thomas Kronenes) – sång
- Bøddel (Frank Robert Watkins) – basgitarr
- Tomas Asklund – trummor

Produktion
- Infernus – producent, mastering, omslagsdesign
- Tomas Asklund – producent, ljudtekniker, ljudmix, mastering
- Mats Lindfors – mastering
- Oskorei Graphix – omslagskonst
- Christian Misje – omslagskonst, foto